# Adam Laloum
Adam Laloum (né le 25 février 1987) est un pianiste français.

## Biographie
Il commence à étudier le piano à 10 ans et poursuit ses études au conservatoire de Toulouse dans la classe de Daniel Beau. En 2002, il est admis dans la classe de Michel Béroff au Conservatoire national supérieur de musique de Paris. Après un premier diplôme en 2006, il continue de se perfectionner au Conservatoire national supérieur de musique de Lyon auprès de Géry Moutier. 
Il a remporté le concours Clara Haskil de Vevey en 2009.  
Il est nommé aux Victoires de la musique 2012 et a remporté la Victoire de la musique 2017, catégorie soliste instrumental. 
Il se produit régulièrement en concert, tant en France qu'à l'étranger, par exemple à la salle Gaveau à Paris, au Festival de La Roque-d'Anthéron, au festival de La Folle Journée à Nantes, au festival de Verbier, au Klavier Ruhr Festival, ou encore à Stuttgart avec le SWR Sinfonieorchester .
Il forme en 2012, avec Victor Julien-Laferrière au violoncelle, et Mi-sa Yang au violon, le trio Les esprits, qui se sépare en 2019.

## Discographie
- Johannes Brahms, Pièces pour piano (Variations sur un thème original en ré majeur opus 21 no 1, Huit Klavierstücke opus 76, Deux Rhapsodies opus 79, Trois Intermezzi opus 117), CD Mirare, 2011.
- Robert Schumann, Grande Humoresque op.20 - Sonate no 1 op.11, CD Mirare, 2013.
- Sonates pour alto avec Lise Berthaud : Franz Schubert : Sonate Arpeggione ; Johannes Brahms : Sonate op.120 no 2 ; Robert Schumann : Märchenbilder, CD Mirare, 2013.
- Johannes Brahms, Sonates pour clarinette et piano no 1 et no 2, op. 120 ; Trio pour clarinette, violoncelle et piano, avec Raphaël Sévère, clarinette et Victor Julien-Laferrière, violoncelle, CD Mirare, 2014.
- Franz Schubert : Sonate pour piano en si bémol majeur D 960 ; Robert Schumann : Davidbündlertänze, CD Mirare, 2016.
- Sonates pour violoncelle et piano de Johannes Brahms, César Franck, Claude Debussy, avec Victor Julien-Laferrière, CD Mirare, 2016.
- Brahms, piano concertos, avec l'orchestre symphonique de la Radio de Berlin RSO direction Kazuki Yamada, Sony classical, 2018
- Schubert Sonatas D. 894 et D. 958, Harmonia mundi, 2020

### Avec le trioLes esprits
- Beethoven, trio opus 70 n.2 - Trio 3 opus 110, Mirare, 2014
- Brahms, piano trio numéro 1 in B major Opus 8, Mirare, 2017
- Schubert, tris, Sony classical, 2019

## Sources
- Biographie sur Musiqueadeauville.com
- Biographie sur le site de France Musique